# Sophie Kinsella
Sophie Kinsella, pseudonimo di Madeleine Sophie Wickham nata Townley  (Londra, 12 dicembre 1969), è una scrittrice e giornalista britannica.

## Biografia
Nasce primogenita da David R. Townley e Patricia B. Kinsella, e ha due sorelle, Abigail e Gemma. Laureata nell'interfacoltà Politica, Economia e Filosofia presso il New College di Oxford, ha lavorato per breve tempo come giornalista finanziaria per poi dedicarsi alla narrativa. Ha pubblicato con il suo vero nome sette romanzi rosa, apprezzati dalla critica (che li ha paragonati all'opera di Rosamunde Pilcher) ma non molto noti presso il grande pubblico. È la sorella maggiore della scrittrice Gemma Townley.
Nel 2000 è passata al cosiddetto genere chick lit pubblicando con lo pseudonimo Sophie Kinsella (il suo secondo nome e il cognome di sua madre) il suo primo successo internazionale, The Secret Dreamworld of a Shopaholic, il cui titolo nell'edizione in italiano è diventato I Love Shopping. La serie comprende nove romanzi ed un ebook. Nel 2009 è uscito nelle sale cinematografiche il film I Love Shopping, tratto dai primi due libri della omonima saga, con Isla Fisher nel ruolo della protagonista.
Con lo pseudonimo di Sophie Kinsella ha pubblicato anche romanzi non appartenenti alla serie di I love shopping.
Attualmente vive a Londra insieme al marito Henry Wickham e cinque figli (Freddy, Hugo, Oscar, Rex e Sybella). Sua sorella, Gemma Townley, è a sua volta una scrittrice (e musicista) di discreto successo. Nel 2022 le è stato diagnosticato un glioblastoma cerebrale e ha dovuto affrontare un intervento chirurgico, seguito da mesi di cure oncologiche. La stessa Kinsella ha annunciato pubblicamente la sua malattia, scatenando una ondata di solidarietà e affetto nei suoi confronti da parte dei suoi numerosi fan.

## Opere

### Come Madeleine Wickham
- 1995 -  A che gioco giochiamo? - (The Tennis Party), trad. di Nicoletta Lamberti, Mondadori, 2015 - ISBN 978-88-04-65108-6
- 1996 - Affari d'oro - (A Desirable Residence), trad. di Nicoletta Lamberti, Mondadori, 2015 - ISBN 978-88-04-65574-9
- 1997 - Begli Amici! - (Swimming Pool Sunday), trad. di Nicoletta Lamberti, Mondadori, 2014 - ISBN 978-88-04-63507-9
- 1998 - La signora dei funerali - (The Gatecrasher), trad. di Nicoletta Lamberti, Mondadori, 2008 - ISBN 978-88-04-58281-6
- 1999 - Una ragazza da sposare - (The Wedding Girl), trad. di Nicoletta Lamberti, Mondadori, 2012 - ISBN 978-88-04-61484-5
- 2000 - La compagna di scuola - (Cocktails for three), trad. di Nicoletta Lamberti, Mondadori, 2010 - ISBN 978-88-04-59535-9
- 2001 - Vacanze in villa - (Sleeping Arrangements), trad. di Nicoletta Lamberti, Mondadori, 2011 - ISBN 978-88-04-60639-0

### Come Sophie Kinsella

#### I Love Shopping
1. 2000 -  I Love Shopping - (The Secret Dreamworld of a Shopaholic),  trad. di Annamaria Raffo, Mondadori, 2000 - ISBN 88-04-48585-X
2. 2001 -  I love shopping a New York - (Shopaholic abroad) trad. di Annamaria Raffo, Mondadori, 2002 - ISBN 88-04-50356-4
3. 2002 -  I love shopping in bianco - (Shopaholic ties the knot,) trad. di Annamaria Raffo, Mondadori, 2002 - ISBN 978-88-04-50955-4
4. 2004 -  I love shopping con mia sorella - (Shopaholic & Sister) trad. di Annamaria Raffo, Mondadori, 2004 - ISBN 978-88-04-53159-3
5. 2007 -  I love shopping per il baby - (Shopaholic & Baby ) trad. di Adriana Colombo e Paola Frezza Pavese, Mondadori, 2007 - ISBN 978-88-04-56769-1
6. 2010 -  I love mini shopping - (Mini Shopaholic, ), trad. di Adriana Colombo e Paola Frezza Pavese, Mondadori, 2010 - ISBN 978-88-04-60207-1
7. 2014 -  I love shopping a Hollywood - (Shopaholic to the Stars) trad. di Paola Bertante, Mondadori, 2014 - ISBN 978-88-04-64427-9
8. 2014 -  I love shopping a Venezia (ebook) (2014)
9. 2016 -  I love shopping a Las Vegas - (Shopaholic to the rescue) trad. di Stefania Bertola, Mondadori, 2016 - ISBN 978-88-04-65983-9
10. 2019 -  I love shopping a Natale - (Christmas Shopaholic) trad. di Stefania Bertola, Mondadori, 2019 - ISBN 978-88-04-71978-6

#### Altri romanzi
- 2003 - Sai tenere un segreto? - (Can you keep a secret?) trad. di Annamaria Raffo, Mondadori, 2003 - ISBN 88-04-51810-3
- 2005 - La regina della casa - (The Undomestic Goddess) trad. di Annamaria Raffo, Mondadori, 2005 - ISBN 88-04-54883-5
- 2008 - Ti ricordi di me? - (Remember me?) trad. di Adriana Colombo e Paola Frezza Pavese, Mondadori, 2008 - ISBN 978-88-04-57445-3
- 2009 - La ragazza fantasma - (Twenties girl) trad. di Adriana Colombo e Paola Frezza Pavese, Mondadori, 2009 - ISBN 978-88-04-59379-9
- 2012 - Ho il tuo numero - (I've got your number) trad. di Paola Bertante, Mondadori, 2011 - ISBN 978-88-04-61152-3
- 2013 - Fermate gli sposi - (Wedding Night) trad. di Paola Bertante, Mondadori, 2013 - ISBN 978-88-04-63365-5
- 2017 - La mia vita non proprio perfetta - (My life is not quite perfect) trad. di Stefania Bertola, Mondadori, 2017 - ISBN 978-88-04-67409-2
- 2018 - Sorprendimi! - (Surprise Me) trad. di Stefania Bertola, Mondadori, 2018 - ISBN 978-88-04-68578-4
- 2019 - La famiglia prima di tutto! - (I owe you one) trad. di Stefania Bertola, Mondadori, 2019  - ISBN 978-88-04-72289-2
- 2020 - Amo la mia vita - (Love your life) trad. di Stefania Bertola, Mondadori, 2020 - ISBN 978-88-04-73247-1
- 2021 - Attenti all'intrusa -  (The party Crasher) trad. di Stefania Bertola, Mondadori, 2021 - ISBN 978-8804744092
- 2023 - Sono esaurita - (The Burnout) trad. di Stefania Bertola, Mondadori, 2023 - ISBN 978-8804781301
- 2024 - Cosa si prova - (What Does It Feel Like?) trad. di Stefania Bertola, Mondadori, 2024 - ISBN 978-8804794776

#### Romanzi per ragazzi
- 2015 - Dov'è finita Audrey - (Finding Audrey) trad. di Stefania Bertola, Mondadori, 2015 - ISBN 978-88-04-65062-1
- 2018 - Io e Fata Mammetta - (Mummy Fairy and Me), Mondadori.
- 2018 - Aspirante fata. Io e Fata Mammetta: 2 - Mondadori.
- 2019 - Magie e unicorni. Io e Fata Mammetta: 3 -  (Mummy Fairy and Me: Unicorn Wishes), Mondadori.

### Raccolte
- 2004 - Girls Night In

## Premi e riconoscimenti
- Betty Trask Award: 1995 vincitrice con A che gioco giochiamo?[3]